# Balvano
Balvano ist eine süditalienische Gemeinde (comune) mit 1692 Einwohnern (Stand 31. Dezember 2023) in der Provinz Potenza in der Basilikata. Die Gemeinde liegt etwa 23,5 Kilometer westlich von Potenza, gehört zur Comunità Montana Marmo Platano und grenzt an die Provinz Salerno (Kampanien).

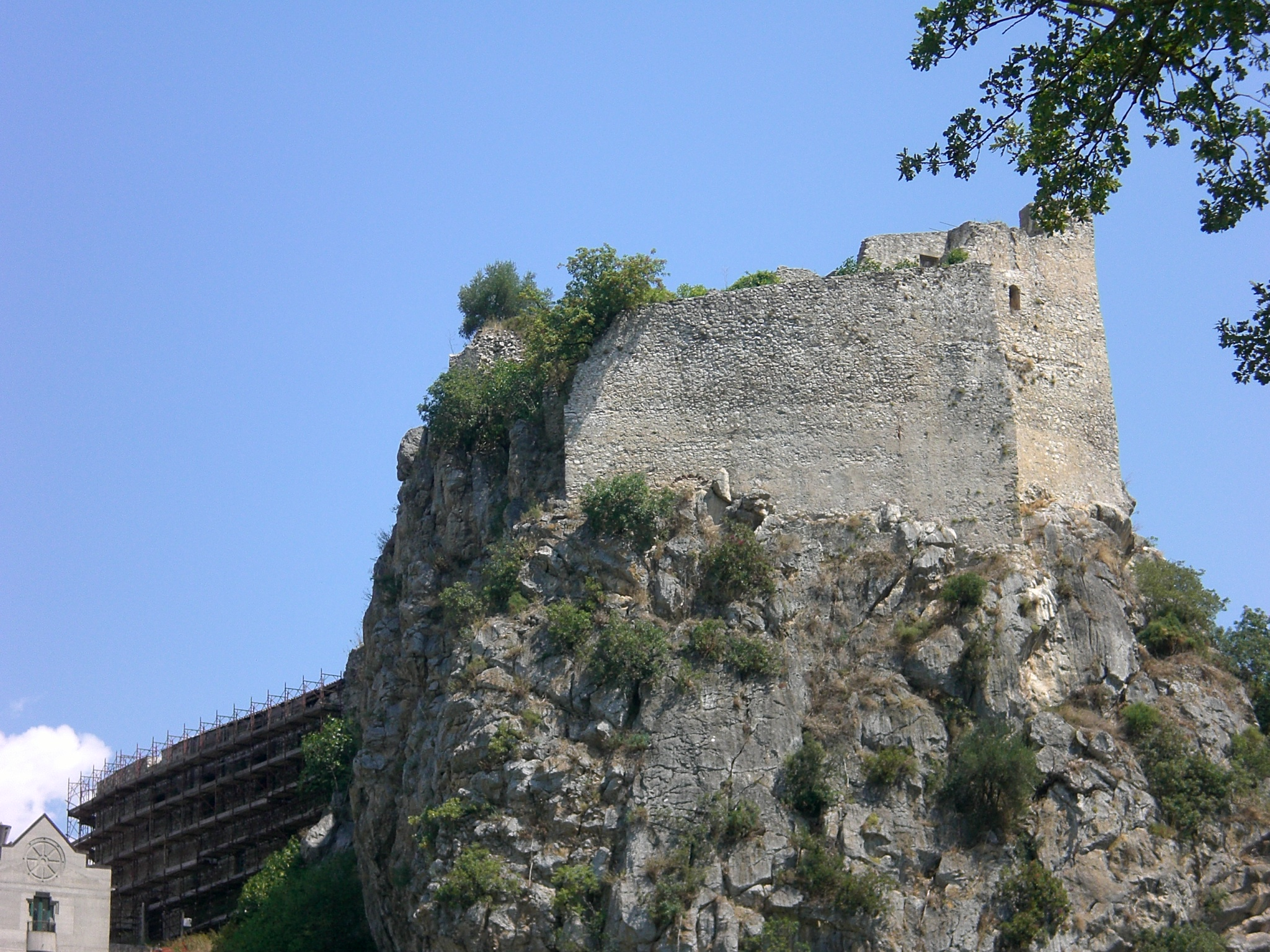
Burg von Balvano

## Geschichte
1944 kam es hier kurz vor dem Bahnhof Balvano-Ricigliano an der Bahnstrecke Battipaglia–Metaponto zum folgenschweren Eisenbahnunfall von Balvano, der möglicherweise über 500 Menschenleben forderte.
Das Erdbeben von Irpinia 1980 forderte ebenfalls zahlreiche Menschenleben in der Gemeinde.

## Söhne und Töchter
- Valerio Laspro (1827–1914), katholischer Geistlicher, Erzbischof von Salerno